# Skyranger 30
El Skyranger 30 es un sistema de torreta de defensa aérea de corto alcance desarrollado por Rheinmetall Air Defense AG (anteriormente Oerlikon) y revelado por primera vez en marzo de 2021. Su función es proporcionar a las unidades terrestres un sistema móvil capaz de atacar aviones de ala fija y giratoria, sistemas aéreos no tripulados (UAS) de los Grupos I y II, municiones merodeadoras y misiles de crucero.

## Desarrollo
Tras el final de la Guerra Fría, la mayoría de las fuerzas terrestres occidentales se deshicieron de sus activos móviles de defensa aérea. Esto provocó que apareciera una brecha que los dejaría vulnerables a medida que regresaran las amenazas aéreas a principios del siglo XXI, como se demostró durante conflictos como la Segunda Guerra de Nagorno-Karabaj . Para abordar esto, Rheinmetall Air Defense desarrolló el demostrador conceptual Skyranger 30 y lo exhibió públicamente en marzo de 2021.
En diciembre de 2023, el banco de pruebas de desarrollo Skyranger 30A1 se probó en ejercicios con fuego real en el campo de pruebas de Ochsenboden en modo estacionario y móvil. Se espera la calificación total del sistema de la versión Skyranger 30A3 a mediados de 2024.

## Diseño

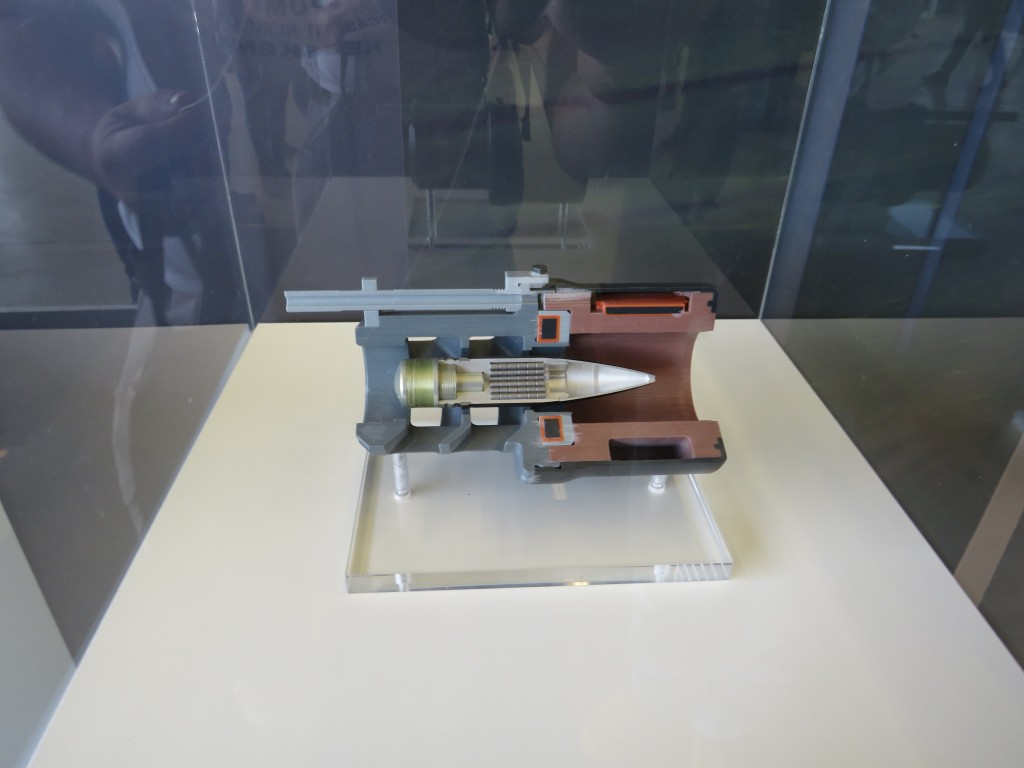
Una foto recortada de un 30. Ronda de mm ABM, que muestra los cilindros de tungsteno en el interior.

El Skyranger 30 sigue la misma configuración general que el Skyranger 35, una torreta remota con un 1.414 Anillo de torreta de m de diámetro, pero con menos peso de 2-2,5 toneladas, lo que permite su instalación en vehículos más ligeros de ruedas 6×6. El sistema está diseñado para funcionar de forma autónoma y en operaciones en red.

### Armamento

#### Cañón
Está equipado con una versión modificada del Oerlikon KCA 30. Cañón de mm utilizado en el avión de combate Saab 37 Viggen llamado KCE. Si bien tiene un alcance efectivo más corto que el Skyranger 35 a 3 km, tiene una velocidad de disparo más alta de 1.200 disparos por minuto. Mantiene la capacidad de elevarse 85° para combatir objetivos terminales en picado. Se llevan 252 rondas listas. El arma dispara una 30 munición de explosión en el aire de mm basada en el 35 Munición AHEAD de mm que lleva 160 cilindros de tungsteno, cada uno de los cuales pesa 1,25 gramos para una carga útil total de 200 gramos, que se programa en el tiempo al dejar que la boca se abra frente a un objetivo para formar un cono letal.

#### Misiles
Debido al peso reducido del sistema, la torreta Skyranger 30 es capaz de integrar misiles de muy corto alcance. Existen varias opciones:
- Dos misiles tierra-aire de corto alcance que serían guiados mediante rayos láser o guiados por infrarrojos como el FIM-92 Stinger o el Mistral, así como el SkyKnight . Dependiendo del tipo, los misiles amplían su alcance hasta 9 km, mientras que el arma cubre el espacio bajo su rango mínimo de enfrentamiento.[1][2][4]
- En agosto de 2023, MBDA presentó una maqueta de un lanzador de cuatro misiles Mistral para el Skyranger 30, el doble de capacidad que el concepto original.[7]
- En el ILA Berlin Air Show 2024, Rheinmetall Air Defence y MBDA Deutschland presentaron una variante equipada con 9 pequeños misiles antidrones.[8]

### Sensores
Para detectar objetivos, el Skyranger 30 utiliza el radar multimisión AESA (AMMR) de banda S desarrollado por Rheinmetall Italia. Cinco antenas planas integradas alrededor de la torreta brindan una cobertura total de 360°. El AMMR tiene un rango de detección de más de 20 km por 1 m 2 aviones RCS, 12 km contra helicópteros en vuelo estacionario, 10 km contra misiles, y 5 km contra objetivos RAM y micro-UAS.
Opcionalmente está disponible un radar de seguimiento en banda Ku.
Para la detección pasiva, se instala con FIRST (Fast InfraRed Search and Track ) de Rheinmetall, que está optimizado para detectar objetivos emergentes como helicópteros. La identificación y el seguimiento se realizan mediante un rastreador de objetivos compacto que incluye una cámara térmica MWIR refrigerada de alta definición, una cámara de TV Full-HD y dos telémetros láser, uno dedicado a objetivos aéreos y el otro a objetivos terrestres.

### Protección
La torreta presenta una estructura blindada central con protección básica de Nivel 2, que puede equiparse con armadura adicional para aumentar al Nivel 4.
Las características adicionales incluyen dos lanzadores ROSY (Rapid Obscuring System), cada uno con nueve granadas de humo multiespectrales, una escotilla en el techo del casco para que el comandante del vehículo vea el campo de batalla desde el exterior y una ametralladora coaxial instalada a la izquierda del arma principal. para su uso como arma de autodefensa.
Para Alemania, la Boxer es la plataforma elegida. Hungría está interesada en una variante para su KF-41 Lynx, mientras que Dinamarca está interesada en instalarla en su Piranha V.  Austria optó por tenerlo en su Pandur 6×6. El Pindad Badak se mostró con una maqueta de la torreta durante la Exposición y Foro de Defensa de Indonesia de 2022.

### Funciones futuras

#### Guerra electrónica
Se están considerando complementos adicionales, incluidos sistemas de guerra electrónica en forma de localizadores de emisores pasivos para captar señales de enlace de datos de vehículos aéreos no tripulados, así como bloqueadores de RF para bloquear dichos enlaces y neutralizar los vehículos aéreos no tripulados sin utilizar efectores cinéticos.

#### Láser de alta energía
A finales de 2021, Rheinmetall presentó el láser de alta energía (HEL) Skyranger 30, destinado a aumentar la capacidad del sistema para neutralizar objetivos pequeños a mayor alcance y menor costo. El nivel de potencia inicial es 20. kW, con el objetivo inmediato de aumentarlo a 50 kW y una meta ideal de 100 kilovatios.

## Operadores

### Operadores futuros
- Austria (36 pedidos + 9 en opción) Las Fuerzas Armadas de Austria firmaron un contrato en febrero de 2024 para 36 sistemas montados en vehículos Pandur EVO. El sistema de defensa aérea de corto alcance se entregará a partir de 2026 y las torretas estarán equipadas con misiles Mistral. El pedido incluye también una opción para 9 sistemas adicionales.
- Dinamarca (15 previstos)

La Organización Danesa de Adquisiciones y Logística de Defensa anunció, el 16 de mayo de 2023, que había elegido el Skyranger 30 para montarlo en el Mowag Piranha V danés, para la defensa aérea. El tipo de misil de corto alcance de los Skyrangers daneses aún no está decidido. Se comprarán 15 vehículos de defensa aérea.
- Alemania (1 prototipo + 18 sistemas pedidos) El ejército alemán encargó 19 sistemas para vehículos GTK Boxer por 595 millones de euros en febrero de 2024 y están previstos 30 más. Estarán armados con misiles Stinger.  El primer paquete de 19 sistemas incluye el primer prototipo y 18 vehículos de producción.
- Hungría El gobierno de Hungría firmó un MoU en 2021 sobre el desarrollo de un vehículo de defensa aérea basado en Lynx, utilizando torretas Skyranger 30 con misiles Mistral. Rheinmetall recibe de Hungría un pedido de desarrollo para la torreta Skyranger 30 para el futuro Lynx KF41. El valor del pedido es de 30 millones de euros y cubre también la integración de los misiles Mistral. El coronel general Gábor Böröndi, jefe del Estado Mayor de las Fuerzas Armadas de Hungría, dijo en una entrevista a finales de 2023: "También estamos planeando comprar el sistema SkyRanger, que es adecuado para destruir objetivos aéreos y drones. Lo estamos desarrollando juntos Con los alemanes y los daneses, estará listo y adoptado dentro de uno o dos años". Esto significa que las Fuerzas Armadas de Hungría deberían recibir sus primeros Skyrangers en 2025 o 2026.

### Operadores potenciales
Lithuania
En evaluación.  